# Inforestierimento
Inforestierimento (tedesco: Überfremdung; francese: surpopulation étrangère) è un termine utilizzato prevalentemente in Svizzera per indicare un aumento giudicato eccessivo della percentuale di stranieri rispetto alla popolazione indigena. Nel 2014 in Svizzera gli stranieri sono il 24,3% della popolazione residente.